# Sant Llorenç des Cardassar
Sant Llorenç des Cardassar (o també Sant Llorenç del Cardassar) és una vila i municipi de la comarca del Llevant de l'illa de Mallorca que confronta amb els municipis de Manacor, Petra, Artà i Son Servera.

## Població
| Entitat de població        | Habitants (2024) |
| Sant Llorenç des Cardassar | 3.841            |
| la Coma                    | 2.853            |
| Son Carrió                 | 1.188            |
| Son Moro                   | 988              |
| L'Illot                    | 448              |
| Son Moro Bonavista         | 181              |
| Font: INE                  |                  |

El municipi format pels nuclis de la vila de Sant Llorenç, Son Carrió i les zones turístiques de l'Illot, la Coma i la meitat sud de Cala Millor.
La població ha crescut de manera constant des de finals del segle xix, quan tenia 2.503 habitants. A partir de la dècada de 1960, el ritme de creixement es va accelerar, coincidint amb l’auge del turisme a Mallorca. Al 2011, la població va superar els 8.000 habitants i el 2021 arribà a les 9.058 persones, gairebé quadruplicant la seva població inicial.

## Història

### Orígens
En el moment de la conquesta de Mallorca, el terme rebé el nom de Bellver, que era la denominació d'una de les alqueries que comprenia, i pertocà al comte de Rosselló Nunó Sanç. Allà hom hi erigí una parròquia, que fou dedicada a Santa Maria. Entorn de la dita parròquia fou on es bastí la vila, una de les que va fundar Jaume II, alçada dins les terres de la família Pardines, i que prengué el nom de Santa Maria de Bellver. No obstant això, el segle xiv la vila no s'havia consolidat i tant el terme com la parròquia foren annexades a Manacor.
En una butla del Papa Innocenci IV (1248), ja apareix la parròquia de Santa Maria del Bellver, on es venerava Sant Llorenç, i el 1349 la vila ja apareix documentada amb el nom de Sant Llorenç de Bellver. A la dita església de Santa Maria hi havia un altar dedicat a Sant Llorenç, documentat el 1282.
El 1612, davant la inseguretat costanera i els atacs pirates, el Gran i General Consell ordenà la construcció del el Castell de sa Punta de n’Amer, sobre una antiga fortificació.
Després dels intents del 1776 i del 1806, l'any 1892 Sant Llorenç des Cardassar assolí la independència del municipi de Manacor i, el mateix any, estengué la seva jurisdicció fins a Son Carrió a l'interior, i Cala Millor, sa Coma i s’Illot a la zona costanera. Al 1913 que s'erigí en parròquia pròpia.
El 1948, s'autoritzà la parcel·lació de Ca n’Amer, iniciant ràpidament el desenvolupament de les zones turístiques. Fins als anys 60, l'activitat econòmica combinava l'agricultura, la ramaderia, la producció de brodats i una petita indústria de fusteria. Tanmateix, el turisme i la construcció transformaren l'economia local del sector primari al terciari en pocs anys.

### Desastre de la tardor de 2018

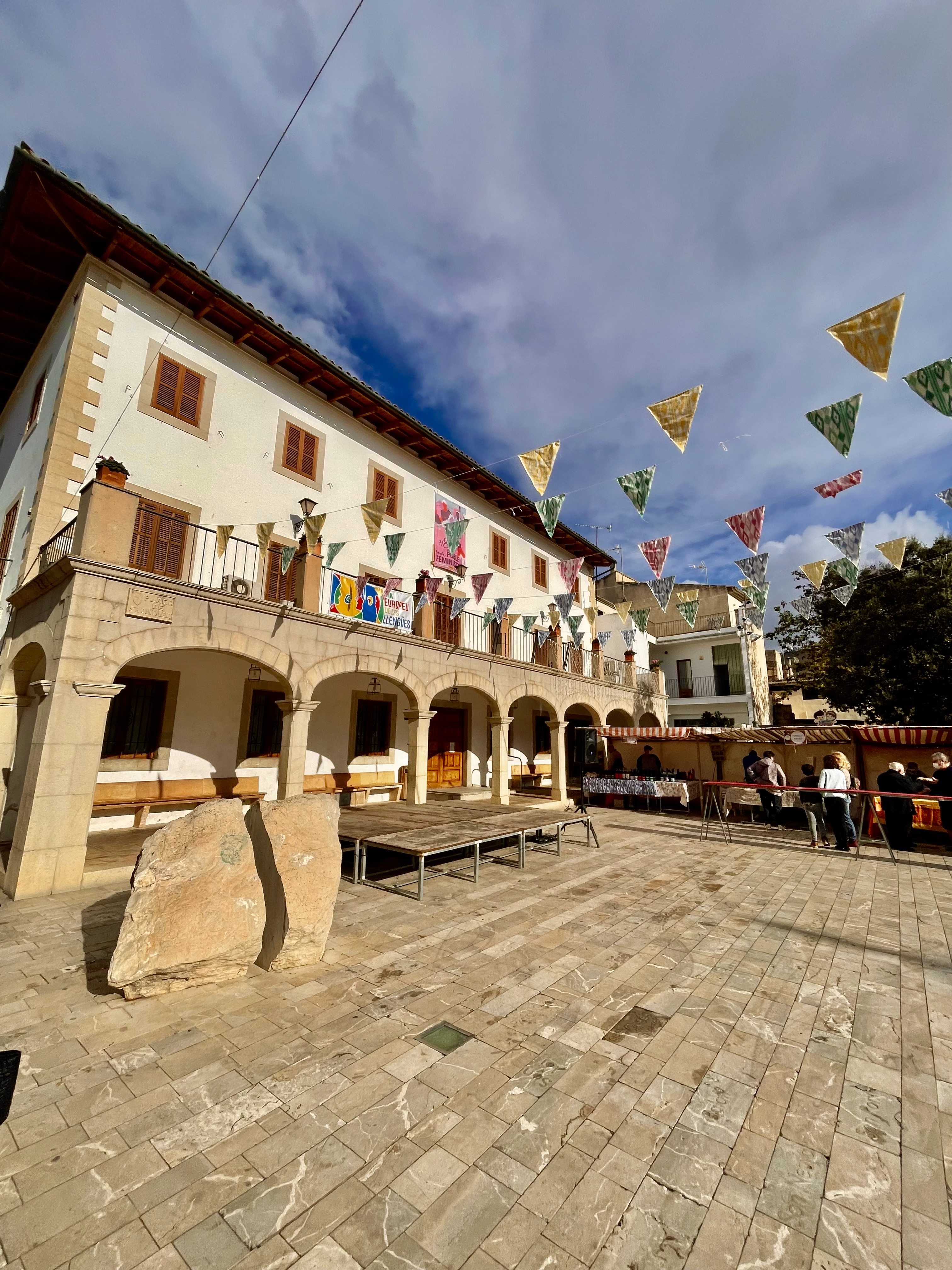
Casa de la Vila

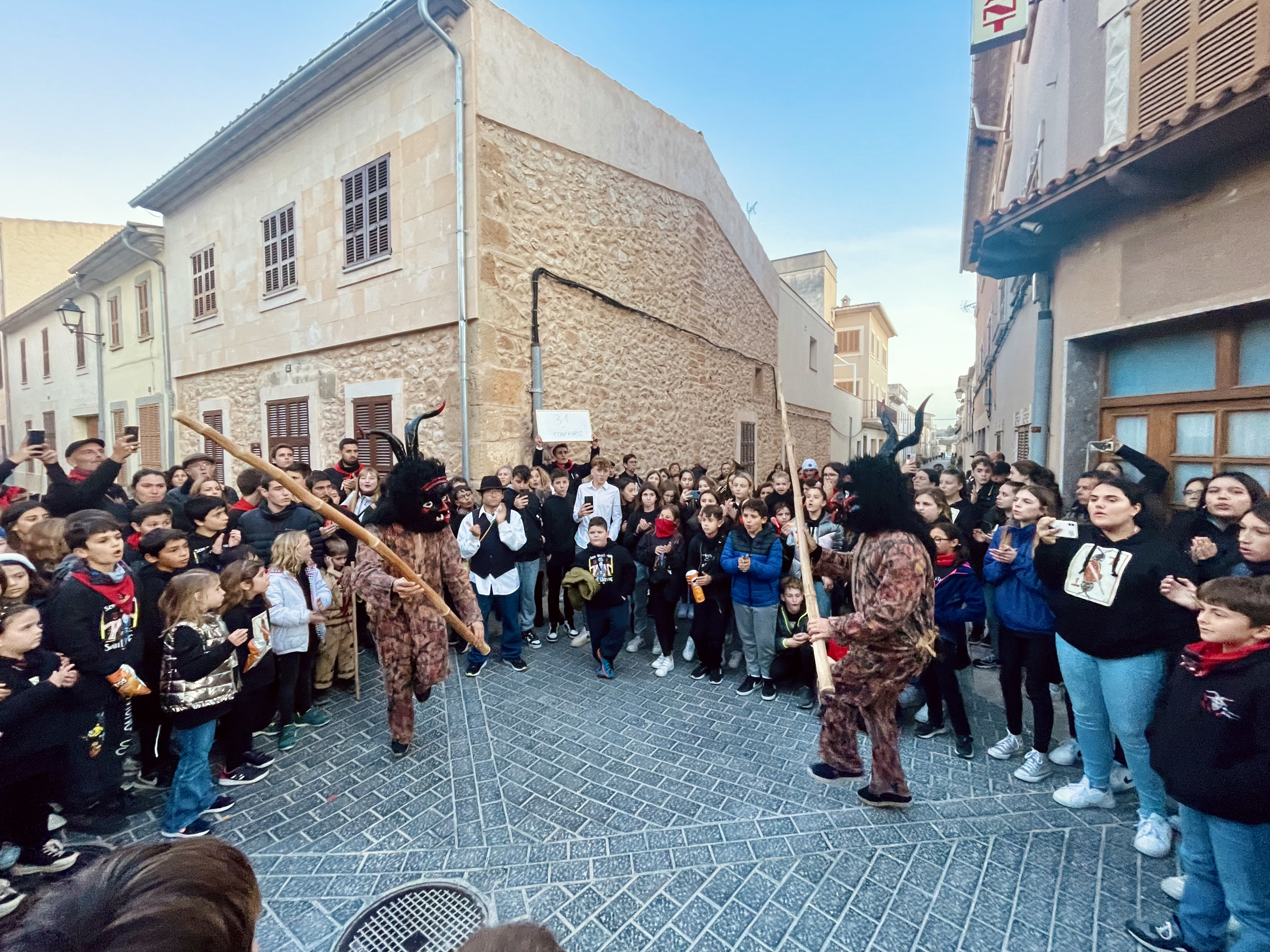
Ball de dimonis durant la festa de Sant Antoni

L'horabaixa del 9 d'octubre de 2018, després de pluges intenses que varen deixar més de 200  l/m² en diversos punts del llevant mallorquí, el torrent que travessa el municipi es va desbordar i va provocar unes inundacions catastròfiques, tot arrossegant vehicles, aixecant l'asfalt de les carreteres i deixant tretze víctimes mortals.

## Persones rellevants
- Salvador Galmés i Sanxo
- Margalida Fullana
- Josep Cortès i Servera
- Miquel Montoro